# Czesław Obtułowicz
Czesław Tomasz Obtułowicz (ur. 28 grudnia 1898 w Jaśle, zm. 29 grudnia 1979 w Londynie) – pułkownik artylerii Wojska Polskiego, kawaler Orderu Virtuti Militari.

## Życiorys
Urodził się 28 grudnia 1898 w Jaśle jako syn Czesława. Podczas I wojny światowej służył w Legionach Polskich. 
Po zakończeniu wojny, jako były oficer Legionów oraz c. i k. Armii został przyjęty do Wojska Polskiego i zatwierdzony w stopniu podporucznika. W listopadzie 1918 brał udział w obronie Lwowa podczas wojny polsko-ukraińskiej. W stopniu podporucznika służył w 9 pułku artylerii polowej podczas wojny polsko-bolszewickiej i za swoje czyny otrzymał Order Virtuti Militari. 
Został awansowany na stopień porucznika artylerii ze starszeństwem z dniem 1 czerwca 1919. W 1923 pozostawał oficerem 9 pułku artylerii polowej. Następnie awansował na stopień kapitana artylerii ze starszeństwem z dniem 1 lipca 1923. W 1924 i w kolejnych latach 20. i 30. służył w 17 pułku artylerii polowej. 2 grudnia 1930 został mianowany na stopień majora ze starszeństwem z 1 stycznia 1931 i 36. lokatą w korpusie oficerów artylerii. W marcu 1930 został wyznaczony na stanowisko dowódcy dywizjonu. W czerwcu 1934 został przesunięty na stanowisko kwatermistrza. W listopadzie 1935 został przeniesiony do 26 pułku artylerii lekkiej w Skierniewicach na stanowisko dowódcy III dywizjonu, na którym pozostawał do roku 1937. Na stopień podpułkownika został mianowany ze starszeństwem z 19 marca 1938 i 28. lokatą w korpusie oficerów artylerii. Do sierpnia 1939 pełnił służbę stanowisku I zastępcy dowódcy 11 pułku artylerii lekkiej w Stanisławowie.
Po wybuchu II wojny światowej 1939 walczył w kampanii wrześniowej jako dowódca 11 pułku artylerii lekkiej. Był aresztowany i więziony przez sowietów. Po odzyskaniu wolności wstąpił do formowanych Polskich Sił Zbrojnych w ZSRR. Od 1 października 1941 do 9 stycznia był dowódcą 6 pułku artylerii lekkiej, po czym przeszedł na stanowisko dowódcy artylerii dywizyjnej 6 Lwowskiej Dywizji Piechoty. Od 7 kwietnia 1942 do 3 maja 1947 ponownie dowodził 6 pułkiem artylerii lekkiej, w międzyczasie awansowany na pułkownika. Uczestniczył w kampanii włoskiej, w tym brał udział w bitwie pod Monte Cassino.
Po wojnie pozostał na emigracji w Wielkiej Brytanii. Zmarł 29 grudnia 1979 w Londynie.

## Ordery i odznaczenia
- Krzyż Srebrny Orderu Wojskowego Virtuti Militari (28 lutego 1921)[19]
- Krzyż Kawalerski Orderu Odrodzenia Polski (3 maja 1976)[20]
- Krzyż Walecznych (pięciokrotnie[2], przed 1923)
- Złoty Krzyż Zasługi (dwukrotnie: 18 marca 1932[21], 1978[22])
- Krzyż Pamiątkowy Monte Cassino nr 21399[23]